# Bán đảo Ý
Bán đảo Ý hay bán đảo Apennini (tiếng Ý: Penisola italiana hay Penisola appenninica) là một trong ba bán đảo lớn của Nam Âu (hai bán đảo còn lại là Iberia và Balkan), trải dài 1.000 km (620 mi) từ thung lũng Po ở phía bắc đến Địa Trung Hải ở phía nam. Hình dạng của bán đảo khiến nó có biệt danh là Lo Stivale (Giày ống/ủng). Ba bán đảo nhỏ tạo nên hình dạng đặc trưng này là Calabria, Salento và Gargano. Dân số bán đảo Ý tính đến ngày 31 tháng 12 năm 2022 là 60,239,871 người.
Từ thời Hoàng đế La Mã Augustus (kết thúc thế kỷ 1 TCN), ranh giới phía bắc của bán đảo đã được lập trên đường phân nước của dãy Alpes, tuy nhiên về mặt địa lý ranh giới này trung với một đường kéo dài từ sông Magra đến sông Rubicone, phía bắc của dãy Appennini Tuscany-Emilia, không bao gồm thung lũng Po và sườn phía nam của dãy Alpes.
Gần như toàn bộ bán đảo thuộc chủ quyền của Cộng hòa Ý, phần nhỏ còn lại là San Marino và Vatican. Ngoài ra, Sicilia, Elba, Malta (một quốc gia độc lập), và các đảo nhỏ hơn, như Palagruža, thuộc về Croatia, thường được coi là đảo ngoài khơi bờ biển bán đảo và được nhóm lại về mặt địa lý với bán đảo.
Bán đảo Ý được bao bọc bởi biển Tyrrhenus ở phía tây, biển Ionia ở phía nam, và biển Adriatic ở phía đông. Xương sống của bán đảo là dãy núi Apennini, vốn cũng tạo nên một tên của bán đảo. Bờ biển của bán đảo hầu hết là các vách đá. Vị trí chiến lược của bán đảo Ý nằm giữa trung tâm châu Âu và Địa Trung Hải khiến nó từng phải chịu nhiều cuộc xâm lược.
Bán đảo chủ yếu của khí hậu Địa Trung Hải, mặc dù ở các vùng đồi núi có khí mật mát hơn, thảm thực vật tự nhiên của bán đảo bao gồm rừng cây bụi (macchia) dọc theo bờ biển và rừng rụng lá và hỗn hợp rụng lá và lá kim trong vùng nội lục.

## Các quốc gia
| Quốc gia   | Dân số     | Diện tích | Diện tích | Diện tích     | Miêu tả                                       |
| Quốc gia   | Dân số     | km²       | dặm vuông | Tỉ lệ bao phủ | Miêu tả                                       |
| ---------- | ---------- | --------- | --------- | ------------- | --------------------------------------------- |
| Ý          | 26.140.000 | 131.275   | 50.686    | 99,9478%      | Phần lớn bán đảo                              |
| San Marino | 31,887     | 61,2      | 23,6      | 0,0518%       | một vùng đất bị bao bọc ở bắc-trung bán đảo Ý |
| Vatican    | 829        | 0,44      | 0,17      | 0,0004%       | vùng đất bị bao bọc tại Roma, Ý               |